# Striūna

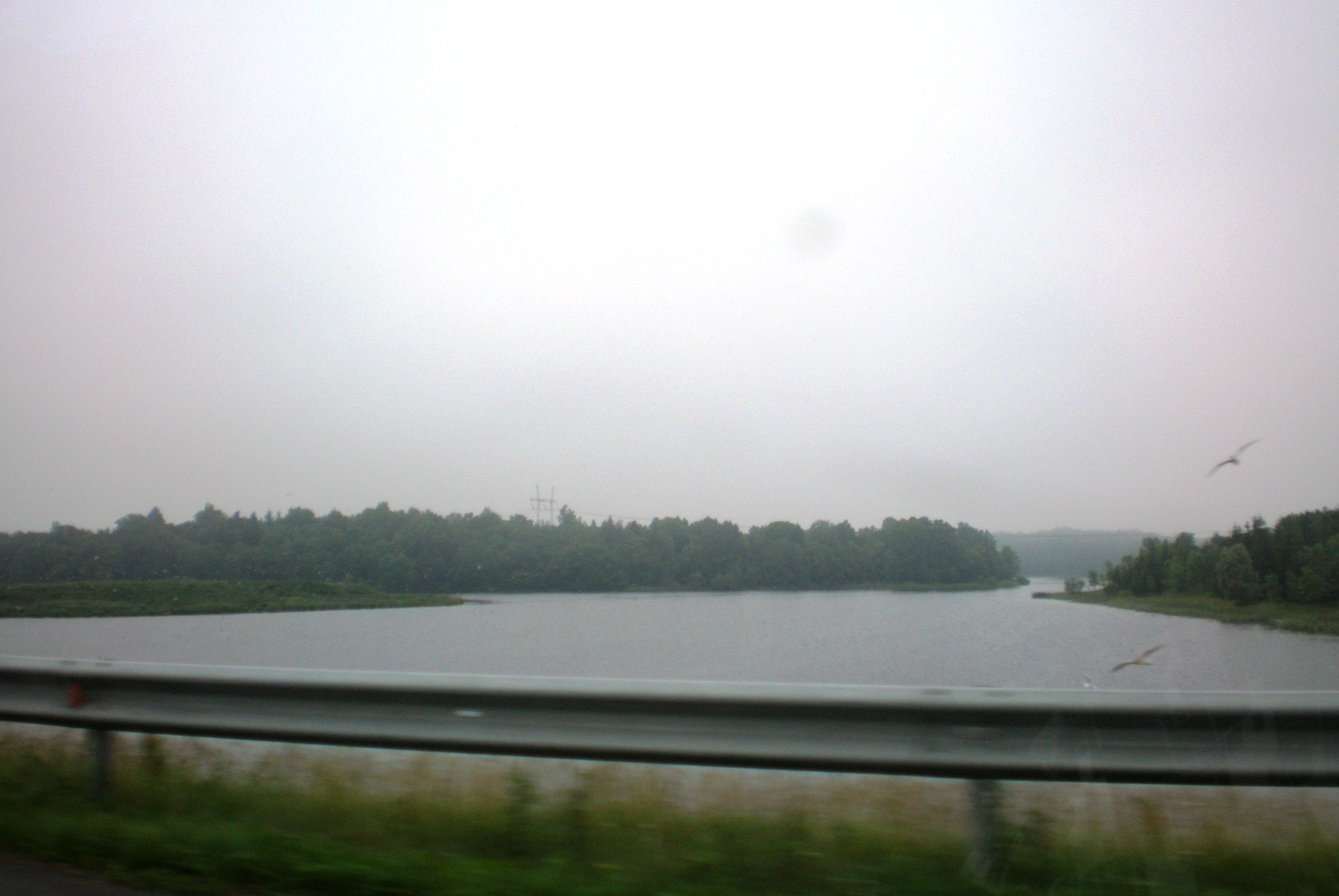
Krivėnų tvenkinys, kterým Striūna protéká, z dálnice A1

Striūna je říčka ve střední Litvě. Teče na území okresu Kaunas. Pramení na východním okraji vsi Daugeliškiai, 10 km na východoseverovýchod od Seredžiusu. Horní polovina toku teče převážně směrem východním, dolní polovina délky toku teče převážně směrem severovýchodním. Protéká rybníkem Krivėnų tvenkinys a vzápětí křižuje dálnici A1, protéká Panevėžiukem a po 1 km se vlévá do Nevėžisu jako jeho pravý přítok, 30,0 km od jeho ústí do Němenu. Střední tok protéká rozlehlým lesem Zacišiaus miškas. Průměrný spád je 197 cm/km.

## Přítoky
- Levé:

| Hydrologické pořadí | Řeka                    | Délka (km) | Povodí (km²) | Vzdálenost od ústí (km) | Ústí kde             | Koordináty ústí                 |
| ------------------- | ----------------------- | ---------- | ------------ | ----------------------- | -------------------- | ------------------------------- |
| 13011175            | Šakė                    | 8,3        | 10,6         | 15,5                    | les Zacišiaus miškas | 55°5′31″ s. š., 23°41′26″ v. d. |
| 13011177            | Vilkupė neboli Vilkupis | 3,7        | 6,0          | 7,2                     | Zacišius             | 55°6′40″ s. š., 23°43′56″ v. d. |
| 13011178            | Strebukas               | 18,1       | 74,9         | 0,2                     | Panevėžiukas         | 55°8′ s. š., 23°47′26″ v. d.    |

- Pravé:

| Hydrologické pořadí | Řeka                | Délka (km) | Povodí (km²) | Vzdálenost od ústí (km) | Ústí kde             | Koordináty ústí                 |
| ------------------- | ------------------- | ---------- | ------------ | ----------------------- | -------------------- | ------------------------------- |
| 13011171            | Voveris             | 7,5        | 9,9          | 21,8                    | Pagiriai             | 55°5′22″ s. š., 23°37′40″ v. d. |
|                     | kanál Kanalas Trasa |            |              | ~17,5                   | les Zacišiaus miškas | 55°5′3″ s. š., 23°40′35″ v. d.  |
| 13011172            | Žvirblis            | 14,9       | 33,1         | 16,9                    | les Zacišiaus miškas | 55°5′8″ s. š., 23°41′14″ v. d.  |
| 13011176            | Algupys             | 10,6       | 14,4         | 9,9                     | Zacišius             | 55°5′48″ s. š., 23°43′38″ v. d. |

## Obce při řece
- Pagiriai, Pastriūnys, Zacišius, Krivėnai, Panevėžiukas